# Eugène Beaudouin

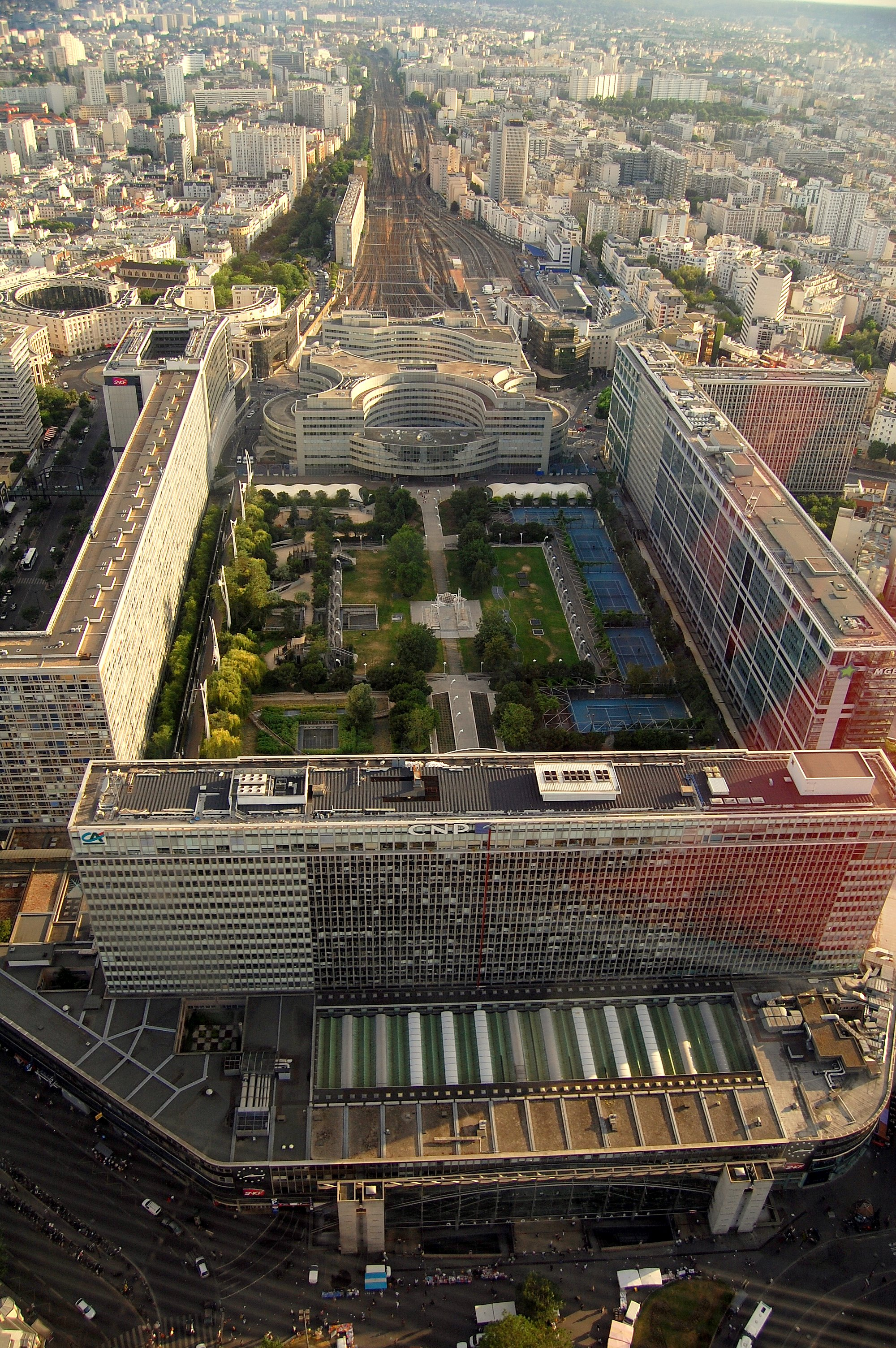
Zespół urbanistyczny Maine-Montparnasse w Paryżu

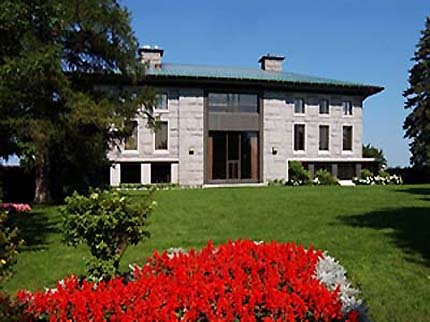
Ambasada francuska w Ottawie

Eugène Beaudouin (ur. 20 lipca 1898 w Paryżu, zm. 14 stycznia 1983 tamże) – francuski urbanista i architekt. W latach 30. XX wieku był współinicjatorem wraz z Marcelem Lodsem budownictwa prefabrykowanego. Do jego najbardziej znanych projektów należą zespół urbanistyczny Maine-Montparnasse w Paryżu (lata 60.), osiedle Cité Rotterdam w Strasburgu (lata 50.) oraz budynki francuskich ambasad w Moskwie i Ottawie.
Beaudouin był jednym z projektantów Wieży Montparnasse, wieżowca w Paryżu, który wzbudza kontrowersje ze względu jego wielkość, wygląd i lokalizację.
Przez wiele lat Beaudouin współpracował z architektem i urbanistą Marcelem Lodsem.